# ألما مارتينيز
ألما مارتينيز (بالإنجليزية: Alma Martinéz)‏ (بالإسبانية: Alma Martínez)‏ هي لاعبة كرة قدم أمريكية ومكسيكية، ولدت في 22 سبتمبر 1981.

## وصلات خارجية
- ألما مارتينيز على موقع الاتحاد الدولي (مؤرشف)  (الإنجليزية)
- ألما مارتينيز على موقع قاعدة بيانات كرة القدم.إي يو (الإنجليزية)
- ألما مارتينيز على موقع أوليمبيديا (الإنجليزية)